# Kommissar für Bildung und Kultur
Der Kommissar für Bildung und Kultur ist ein Mitglied der Europäischen Kommission.
Das Amt des Kommissars für allgemeine und berufliche Bildung und Kultur existiert mit unterschiedlichen Zuständigkeiten seit 1985, mit Unterbrechung von 1995 bis 1999. Ihm untersteht die Generaldirektion Bildung, Jugend, Sport und Kultur, die aus fünf Direktionen mit je bis zu sechs Referaten sowie einer Task Force besteht. Das Magazin der Behörde, eine Vierteljahrszeitschrift mit dem Titel The Magazine, erscheint sechssprachig auf Deutsch, Englisch, Französisch, Italienisch, Polnisch und Spanisch.
Der Bereich Mehrsprachigkeit wurde 2004 in die Zuständigkeit des Kommissars für Bildung und Kultur aufgenommen. Von 2007 bis 2010 bildete er jedoch ein eigenes Ressort, bis er mit Amtsantritt der Kommission Barroso II im Februar 2010 wieder in die Zuständigkeit des Bildungskommissars zurückkehrte. Außerdem fällt seitdem der Bereich Jugend, der zuvor keinem Kommissar besonders zugeordnet war, in das Bildungsressort.

## Bisherige Amtsinhaber
| Kommissar           | Amtszeit  | Staat     | nationale Partei | europäische Partei | Ressortbezeichnung                                                             |
| ------------------- | --------- | --------- | ---------------- | ------------------ | ------------------------------------------------------------------------------ |
| Roxana Mînzatu      | seit 2024 | Rumänien  | PSD              | SPE                | Bildung, hochwertige Arbeitsplätze und soziale Rechte                          |
| Iliana Iwanowa      | 2023–2024 | Bulgarien | GERB             | EVP                | Bildung und Kultur                                                             |
| Marija Gabriel      | 2019–2023 | Bulgarien | GERB             | EVP                | Bildung und Kultur                                                             |
| Tibor Navracsics    | 2014–2019 | Ungarn    | Fidesz           | EVP                | Bildung, Kultur, Jugend und Sport                                              |
| Androulla Vassiliou | 2010–2014 | Zypern    | EDI              | ELDR               | Bildung, Kultur, Mehrsprachigkeit und Jugend                                   |
| Maroš Šefčovič      | 2009–2010 | Slowakei  | SMER nahestehend | SPE nahestehend    | Allgemeine und berufliche Bildung und Kultur                                   |
| Ján Figeľ           | 2004–2009 | Slowakei  | KDH              | EVP                | Allgemeine und berufliche Bildung und Kultur (einschließlich Mehrsprachigkeit) |
| Viviane Reding      | 1999–2004 | Luxemburg | CSV              | EVP                | Bildung und Kultur                                                             |
| unbesetzt           | 1995–1999 |           |                  |                    |                                                                                |
| Antonio Ruberti     | 1993–1995 | Italien   | PSI              | SPE                | Forschung und Bildung                                                          |
| Jean Dondelinger    | 1989–1993 | Luxemburg | parteilos        | parteilos          | Audiovisuelle und kulturelle Angelegenheiten                                   |
| Carlo Ripa di Meana | 1985–1989 | Italien   | PSI              | SPE                | Institutionelle Reformen, Informationspolitik, Kultur und Tourismus            |